# FaSinPat
FaSinPat (dawniej Zanon) – kontrolowana przez pracowników fabryka płytek ceramicznych w południowej Argentynie, w prowincji Neuquén. Jedna z najbardziej znaczących w odzyskanym ruchu fabrycznym Argentyny. Nazwa jest skrótem od Fábrica Sin Patrones, co oznacza w języku hiszpańskim „Fabryka bez szefów”.

## Historia
Fabryka została założona w 1979 przez Luisa Zanona, kiedy Argentyna była pod rządami dyktatury. Według Alejandro Lópeza, przedstawiciela związku zawodowego robotników, fabryka Zanona została wybudowana na terenach publicznych z wykorzystaniem środków publicznych władz państwowych i regionalnych, które nigdy nie zostały spłacone. W paradzie inauguracyjnej Luigi Zanon pogratulował rządowi wojskowemu „zabezpieczenia Argentyny przed inwestycjami”, w nawiązaniu do „Brudnej wojny” (nielegalnych represji wobec dysydentów politycznych). W latach 90. Zanon rozwijał się dzięki pożyczkom od rządu krajowego i regionalnego; Luigi Zanon był dobrym przyjacielem zarówno byłego prezydenta Carlosa Menema, jak i byłego gubernatora Neuquén, Jorge’a Sobischa.
Według Lópeza, związek zawodowy Zanon znalazł się pod kontrolą podmiotów przestępczych, które działały w zmowie z właścicielami fabryk w latach 90. ubiegłego wieku, kiedy argentyńskie prawo pracy oferowało niewiele ochrony pracownikom. W 2000, po odzyskaniu kontroli nad kierownictwem związku, pracownicy Zanonu zaczęli domagać się poprawy warunków pracy. Wzmożona aktywność zawodowa doprowadziła do poważnego konfliktu z właścicielem fabryki, który zaczął zwalniać pracowników, aż w 2001 zdecydował się na lokaut w nadziei na zatrudnienie w przyszłości bardziej uległych pracowników.

### Przejęcie przez pracowników
Po zamknięciu fabryki Zanon robotnicy zajęli opuszczoną fabrykę w desperackiej próbie utrzymania pracy. Uzasadniali to dużymi kwotami pieniędzy, które byli im winni w zamian, faktem, że fabryka Zanon została wybudowana ze środków publicznych, a także obawami o wyprzedaż aktywów. Wydarzenia te miały miejsce w ogólnym kontekście zawirowań wywołanych przez kryzys gospodarczy z 2001 r. Po początkowym okresie okupacji robotnicy spędzili miesiące na biwakowaniu poza fabryką, nie otrzymując żadnego wynagrodzenia. W obliczu próby zamknięcia zakładu przez kierownictwo Zanonu pracownicy zagłosowali 2 października 2001 za pozostaniem w fabryce. W dniu 2 marca 2002, 240 pracowników wznowiło produkcję po raz pierwszy bez nadzoru kierownictwa.
Początkowo przejęcie nie spotkało się z wyraźnym sprzeciwem ze strony Luigiego Zanona. W 2002 rząd zrezygnował ze stałego parytetu peso-dolara i ogłosił pesificación, czyli przeliczanie wszystkich rachunków bankowych denominowanych w dolarach na peso po oficjalnym kursie. W wyniku zmiany otoczenia gospodarczego FaSinPat ponownie zaczął przynosić zyski, a Luigi Zanon próbował odzyskać własność fabryki. Obejmowało to działania prawne i naciski mające na celu zmuszenie rządu do eksmisji wszystkich pracowników. FaSinPat był również celem rosnącej przemocy i gróźb śmierci, takich jak porwanie i torturowanie pracownic w marcu 2005.
FaSinPat odniósł finansowy sukces i mógł się rozwijać. W ciągu czterech lat działalności zatrudniono ponad 170 nowych pracowników, zwiększając łączną liczbę pracowników do 410 do kwietnia 2005. Spadek rentowności FaSinPat polegał na tym, że fabryka kontrolowana przez pracowników płaci pełną cenę za prąd i gaz, podczas gdy poprzedni właściciel płacił tylko 20%. FaSinPat jest jedyną fabryką w Neuquén, która to robi. W ciągu ośmiu lat prowincja Neuquén nie kupiła żadnych płytek z FaSinPat.
FaSinPat pielęgnuje swoje relacje z otaczającą go społecznością. Od samego początku odzyskana fabryka przekazywała dachówki do domów kultury i szpitali oraz organizowała na swoich terenach działalność kulturalną dla społeczności. W 2005 FaSinPat zagłosował za budową wspólnotowej kliniki zdrowia w zubożałej dzielnicy Nueva España. Mieszkańcy Nueva España od dwóch dekad domagali się od władz prowincji takiej kliniki; FaSinPat zbudował ją w trzy miesiące. Robotnicy przekazują również comiesięczne datki na kuchnie i szpitale. Wsparcie wspólnotowe było bardzo ważne dla ochrony odzyskanej fabryki przed zagrożeniami, na jakie jest narażona.
14 sierpnia 2009 regionalny ustawodawca zagłosował za prawnym i bezterminowym wywłaszczeniem fabryki do spółdzielni Zanon, licząc 26 za i 9 przeciw. Państwo zgodziło się również na spłatę głównych wierzycieli, którzy nadal są winni około 22 mln pesos (około 7 mln USD). Najważniejszymi z tych wierzycieli są Bank Światowy, od którego Luis Zanon zaciągnął znaczną pożyczkę na uruchomienie fabryki, oraz Sacmi, włoska firma produkująca maszyny ceramiczne. Spółdzielnia oparła się jednak tym posunięciom, argumentując, że ci wierzyciele uczestniczyli w nieuczciwej upadłości w 2001 oraz że to sam Zanon powinien odpowiadać za te długi, ponieważ kredyty trafiły do niego osobiście, a nie do zakładu.

## Związki zawodowe
Wkład pracowników FaSinPat w rozwój struktur związkowych odegrał dużą rolę w ich zdolności do organizowania się między sobą i utrzymania kontroli nad fabryką. Ten styl związkowy, który obejmuje zgromadzenia pracowników, przejmuje kontrolę nad zgromadzeniami wewnętrznymi i stanowi alternatywę dla lokalnych związków, stanowił wyzwanie dla dominującej struktury organizacyjnej silnych związków, takich jak CGT (Generalna Konfederacja Pracy), które mają bardziej biurokratyczną organizację i skłonność do kompromisów w stosunku do wymagań kierownictwa. W 2000 pracownicy Zanonu przejęli Lokalną 21 Sindicato de Obreros y Empleados Ceramistas de Neuquén (SOECN), filię krajowego związku ceramików. Konstytucja SOCEN-u opiera się na trzech podstawowych zasadach: demokracji pracowniczej, autonomii klasowej oraz internacjonalizmie i antyimperializmie. Styl klasowego, świadomego zjednoczenia zawodowego stosowanego przez pracowników Zanon w ramach SOECN stanowi przełom w stosunku do tradycyjnej formy peronistycznego uzwiązkowienia w Argentynie. Za pośrednictwem SOECN pracownicy wspierali Ruch Pracowników Bezrobotnych w Neuquén (Movimiento de Trabajadores Desocupados) oraz Związek Pracowników Bezrobotnych (Union de Trabajadores Desocupados).